# Ceuthmochares
Ceuthmochares és un gènere d'ocells de la família dels cucúlids (Cuculidae).

## Taxonomia
Segons la classificació del Congrés Ornitològic Internacional (versió 14.2, 2024) aquest gènere està format per dues espècies:
- malcoha africà occidental (Ceuthmochares aereus)[4]
- malcoha africà oriental (Ceuthmochares australis)[5]